# L'enfant et les sortilèges
L'enfant et les sortilèges (n.đ. 'Trẻ em và những yêu thuật') là vở opera của nhà soạn nhạc người Pháp Maurice Ravel. Người viết lời cho vở opera là Colette. Ravel sáng tác vở opera này vào năm 1925. Tác phẩm đã thể hiện một thứ ngôn ngữ âm nhạc giản dị.